# Costas Ferris
Costas Ferris (grec: Κώστας Φέρρης; nascut al Caire el 18 d'abril de 1935) és un director, escriptor, actor i productor de cinema grec.

## Biografia
Nascut al el Caire a Egipte, de pares grecs, es va traslladar a Grècia el 1957, on va estudiar cinematografia. Va treballar en més de seixanta pel·lícules com a ajudant de direcció abans de dirigir el seu propi curtmetratge el 1961. a dirigir per primera vegada principalment comèdies que inclouen, el 1965, una paròdia de Ningú no és perfecte: : Merikes to protimoun khaki.
Després de la cop d'estat dels coronels el 1967, s'exilià a París, on es va unir a diferents grups francesos de l'avantguarda. Va ser durant la seva estada a París quan va escriure la lletra de l'àlbum 666 d'Aphrodite's Child.
Costas Ferris va tornar a Grècia el 1973, després del final de la dictadura, on va ser crític cinematogràfic del diari Mesimvrini durant dos anys. Treballa per a televisió dirigint documentals i ficcions, entre d'altres. La seva primera gran pel·lícula és I Fonissa. El color (alternança de blanc i negre i colors) i la profunditat de camp s'utilitzen per exposar l'estat d'ànim dels personatges: l'espectador només té accés a la seva percepció de la realitat La seva pel·lícula de 1983 Rembetiko va guanyar l'Ós de Plata al 34è Festival Internacional de Cinema de Berlín. És membre de l'Acadèmia de Cinema Europeu i el 1996 fou president del jurat del Festival Internacional de Cinema d'Alexandria

## Filmografia

### Com a director
- 1961 : Les Paupières brillent curtmetratge
- 1965 : Merikes to protimoun khaki (A alguns els agrada el caqui)
- 1974 : I Fonissa (Η Φόνισσα), basat en una novel·la d'Alexandre Papadiamandis
- 1975 : Promithéas se Deftero Prossopo (Προμηθέας σε Δεύτερο Πρόσωπο)
- 1978 : Dio Fengaria ton avgoustos (Δύο Φεγγάρια τον Αύγουστο), basat en Les nits blanques de Fiódor Dostoievski
- 1983 : Rembetiko
- 1988 : Oh Babylone

### Com a actor
- 1965 : Une balle au cœur de Jean-Daniel Pollet
- 1967 / 1974 : Kierion de Dimos Theos
- 1975 : Promithéas se Deftero Prossopo
- 1978 : Dio Fengaria ton avgoustos

## Recompenses
- Millor director, el 1974, per I Fonissa, al Festival de Cinema Grec de Tessalònica
- Millor director, millor pel·lícula, el 1978, per Dio Fengaria ton avgoustos, al Festival de Cinema Grec de Tessalònica
- Ós de Plata el 1984 al Festival Internacional de Cinema de Berlín, així com cinc premis al Festival de Cinema Grec de Tessalònica per Rembetiko